# Lots-Renversés
Lots-Renversés est un village (parfois désigné comme hameau) compris dans le territoire de la municipalité de Saint-Juste-du-Lac, dans le Témiscouata, au Québec (Canada).

## Toponymie
Les lots du cadastre de la seigneurie de Madawaska sont généralement orientés perpendiculairement à la rive du lac Témiscouata. Or, les lots ayant front sur les rangs xviii et ix, dont chemins relient Saint-Juste-du-Lac et Auclair, sont plutôt orientés perpendiculairement à la voie publique. 
Le nom du village provient donc de cette différence dans l'orientation des propriétés.

## Géographie

### Localisation
Le village est situé sur la route 295 reliant Auclair au lac Témiscouata, près du Nouveau-Brunswick.

### Économie
L'économie de Lots-Renversés repose essentiellement sur l'industrie forestière, particulièrement la transformation des bois francs. 
Une scierie emploie une cinquantaine de travailleurs. L'usine produit du bois destiné à la fabrication de palettes de manutention, ainsi que des billes et des copeaux. Une entreprise acéricole possède de plus de 6 000 entailles, exportant des produits de l'érable partout au Canada. Une entreprise de fabrication de cercueils est en activité jusqu'en 2012.

## Histoire
Le secteur de Lots-Renversés est ouvert à la colonisation vers 1931, alors que sont ouverts les rangs xviii et ix, le long de la route reliant Saint-Juste à Auclair. La compagnie Fraser accepte alors de troquer sa concession forestière pour une autre située en Gaspésie.
Une scierie est implantée en 1934. Un bureau de poste est ouvert en 1939.

## Services
La localité rivalise avec le village de Saint-Juste, notamment pour le financement des projets de développement territorial. Bien qu'intégrés à la même municipalité, Saint-Juste-du-Lac et Lots-Renversés possèdent leurs propres casernes de pompiers, église, services de loisirs, bureaux de poste, etc.. 
Après avoir fait l'objet de tentatives de sauvegarde au long des décennies 1970 à 2000, l'école du village a changé de vocation ; elle abrite désormais un centre de conditionnement physique, une garderie, une bibliothèque et un local d'artisanat,.